# Prychia suavis
Prychia suavis là một loài nhện trong họ Sparassidae.
Loài này thuộc chi Prychia. Prychia suavis được Eugène Simon miêu tả năm 1897.